# Oenothera biennis

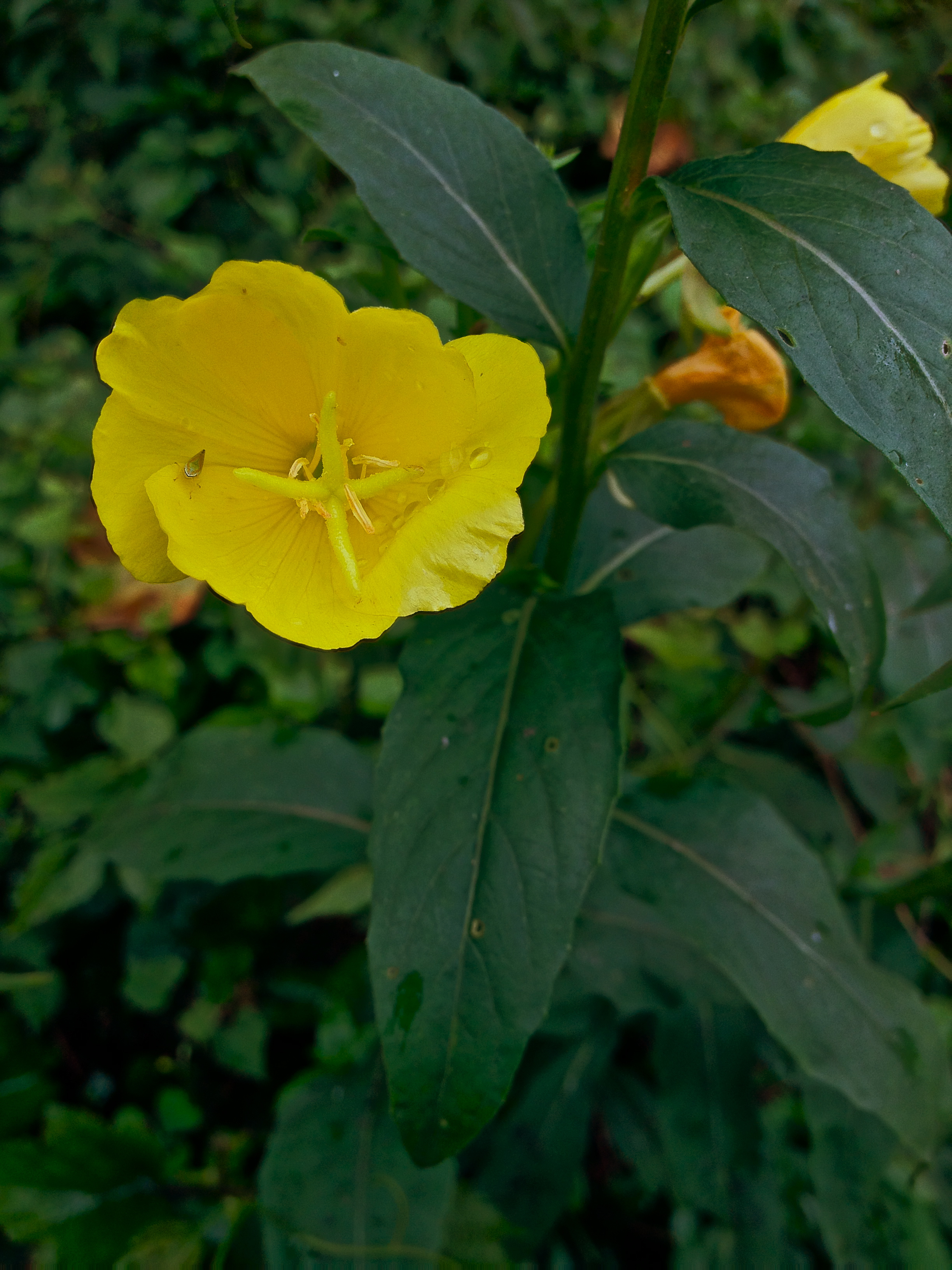
Detalle de la flor

Oenothera biennis, llamada popularmente onagra común, es una especie herbácea bienal perteneciente a la familia de las onagráceas, nativa de Norteaméricacentral y oriental; desde el oeste de Alberta (Canadá), hasta el sureste de Florida y el suroeste de Texas, y ampliamente naturalizada en todas las regiones templadas y subtropicales.
En jardinería se utiliza como planta ornamental. En medicina tradicional, los nativos americanos utilizaban toda la planta para diferentes afecciones. De las semillas se extrae un ácido graso esencial que contiene ácido gamma-linolénico (GLA)

## Descripción
Se trata de una planta bienal que alcanza los 30-150 cm de altura. Las hojas son lanceoladas, de 5-20 cm de largo y 1-2,5 cm de ancho. Forman una apretada roseta basal durante el primer año, y se disponen en espiral a lo largo del tallo durante el segundo año. La inflorescencia es una larga espiga con las flores hermafroditas agrupadas densamente en el ápice. Son de color amarillo a naranja, de 2,5-5 cm de diámetro y con cuatro pétalos. Se producen desde finales de primavera hasta finales del verano. Se abren al anochecer (de ahí el nombre de "primavera de tarde") y duran hasta cerca del mediodía siguiente. La estructura de la flor tiene una  brillante guía de néctar bajo el espectro de luz ultravioleta visible para sus polinizadores (mariposas,  polillas) y abejas. 
El fruto es una cápsula de 2-4 cm de largo y 4-6 mm de ancho con numerosas semillas de 1-2 mm de largo, que se liberan cuando la cápsula se rompe en cuatro secciones al madurar.

## Ecología
La planta es el alimento de las larvas de la polilla Eudryas brevipennis.

## Citología
Número de cromosomas de Oenothera biennis (Fam. Onagraceae) y táxones infraespecíficos: 2n=14.

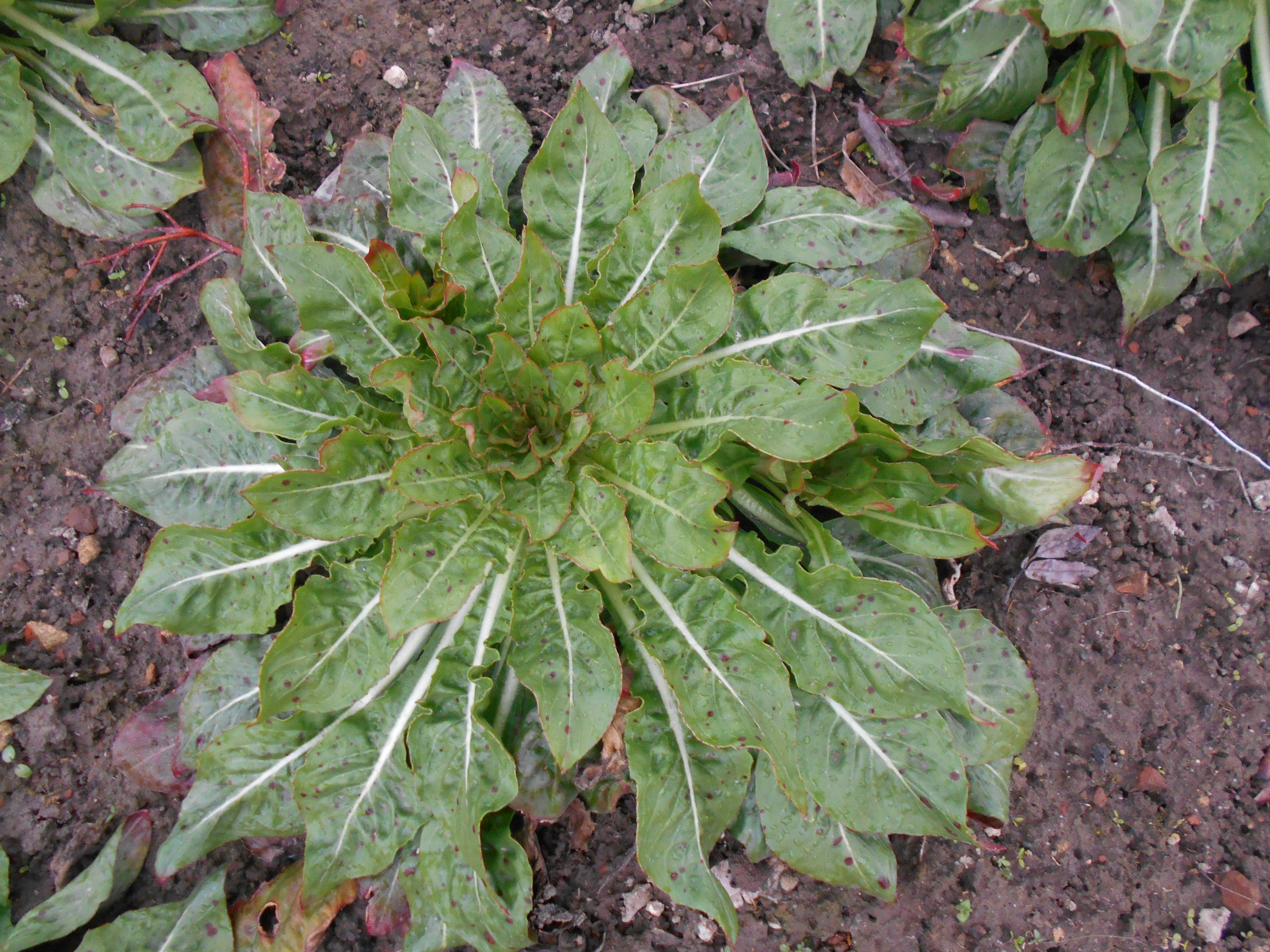
Roseta basal, crecimiento del primer año

## Historia
Fue mencionada por primera vez en botánica en 1587 y en una publicación inglesa en  P. Miller's 1754 Diccionario de Jardín: Abridged. [cita requerida]

## Aceite de onagra
De las semillas de la onagra, tras una primera presión en frío, se obtiene un escaso y valioso aceite rico en ácidos grasos esenciales (AGE), principalmente ácido linoleico y ácido gamma-linolénico (AGL). Dichos ácidos grasos se denominan esenciales porque nuestro cuerpo no es capaz de producirlos por sí mismo, por lo que necesariamente deben ser incluidos cada día en la alimentación.
De 3 a 6 g de aceite de onagra al día, proporcionan aproximadamente 270–540 mg de AGL.[cita requerida]
El aceite se utiliza como analgésico durante la menstruación y se recomienda para tratar síntomas de la menopausia aunque su eficacia no ha sido comprobada en ningún estudio serio. En cuanto a sus efectos secundarios, puede causar dolores de cabeza y malestar de estómago. Según las investigaciones examinadas por la Clínica Mayo está contraindicado en pacientes que sufren de epilepsia pues puede aumentar los ataques. Se han visto efectos positivos en pacientes con artritis reumatoide.

## Taxonomía
Oenothera biennis fue descrito por Carlos Linneo y publicado en Species Plantarum 1: 346. 1753.
Sinonimia
- Oenothera muricata L.
- Oenothera suaveolens Desf.
- Onagra biennis (L.) Scop.
- Onagra muricata (L.) Moench[13]
- Brunyera biennis Bubani
- Onagra chrysantha Spach
- Onagra europaea Spach
- Onagra vulgaris Spach[14]

## Nombres comunes
- Castellano: enotera, errarnoa, hierba del asno, hierba del vino, onagra.[8]